# Loni Andersonová
Loni Andersonová (nepřechýleně Anderson, 5. srpna 1945 Saint Paul, Minnesota, USA – 3. srpna 2025 Los Angeles, Kalifornie, USA) byla americká herečka. Proslavila se rolí recepční Jennifer Marlowe v sitcomu WKRP in Cincinnati (1978–1982) vysílaný na stanici CBS, za kterou byla třikrát nominována na Zlatý glóbus a dvakrát na cenu Emmy.

## Životopis
Loni Andersonová se narodila 5. srpna 1945 v Saint Paul ve státě Minnesota, ale vyrůstala v Roseville. Její otec Klaydon pracoval jako chemik a matka Maxine byla bývalá modelka.
Její první menší role byla ve filmu Nevada Smith (1966), kde hrála po boku Steva McQueena. Následně účinkovala v televizních seriálech Police Woman (1974), S.W.A.T. (1975) a v sitcomu Three’s Company (1977).
V letech 1978 až 1982 hrála recepční Jennifer Marlowe v sitcomu WKRP in Cincinnati. Děj se odehrával v prostředí zaostalé rozhlasové stanice v Ohiu, která se snažila prosadit skrze rockovou muziku.
V roce 1980 hrála hlavní roli v životopisném snímku Příběh Jayne Mansfieldové, kde ztvárnila herečku Jayne Mansfieldovou. Jejím hereckým partnerem byl ve filmu Arnold Schwarzenegger. V roce 1983 si zahrála s Burtem Reynoldsem v komediálním filmu Stroker Ace. Snímek ale nebyl komerčně úspěšný. V polovině 80. let 20. století se ve filmech přestala objevovat. V roce 1989 nadabovala postavu Flo v animovaném filmu Charlie: Všichni pejskové jdou do nebe (1989). V 90. letech 20. století působila převážně v televizních seriálech.
V roce 1995 napsala a vydala vlastní autobiografii My Life in High Heels.
Byla čtyřikrát vdaná a měla dvě děti, z toho jedno adoptované. Nejvíce jí proslavilo třetí manželství s hercem Burtem Reynoldsem, které trvalo mezi lety 1988 až 1994. Společně si například zahráli v komediálním snímku Stroker Ace.
Zemřela 3. srpna 2025 v losangeleské nemocnici po dlouhé nemoci, dva dny před svými 80. narozeninami.

## Filmografie (výběr)

### Filmy
- Stroker Ace (1983)
- Průvodce osamělého muže (1984)
- Charlie: Všichni pejskové jdou do nebe (1989)
- 3 nindžové v zábavním parku (1998)
- Noc v Roxbury (1998)

### Televize
- Police Woman (1974)
- S.W.A.T. (1975)
- Three's Company (1977)
- WKRP in Cincinnati (1978–1982)